# Alexandre Legot
Alexandre Legot, né le 21 octobre 1747 à Falaise (Calvados) et mort le 29 juin 1811 à Paris, est un homme politique français.

## Biographie
Avocat, il est chef de la légion de Falaise en 1790. Il est député du Calvados à la Convention, votant pour la détention de Louis XVI. Envoyé en qualité de commissaire à l'armée du Nord, il rend compte de sa mission dans diverses communications à l'Assemblée. Il est réélu, le 22 vendémiaire an IV, comme député du Calvados au conseil des Cinq-Cents. 
Il devient avoué près la Cour de Cassation en 1799 et quitte la vie politique.

## Sources
- « Alexandre Legot », dans Adolphe Robert et Gaston Cougny, Dictionnaire des parlementaires français, Edgar Bourloton, 1889-1891 [détail de l’édition]